# 間宮信繁
間宮 信繁（まみや のぶしげ）は、文禄元年(1593年)以降、武蔵国久良岐郡杉田村を知行した人物である。
なお、久良岐郡直轄領の代官は間宮彦次郎が務めていた。また、氷取沢村は間宮綱信が治めていた。